# Helictotrichon breviaristatum
Helictotrichon breviaristatum là một loài thực vật có hoa trong họ Hòa thảo. Loài này được (Barratte ex Batt. & Trab.) Henrard mô tả khoa học đầu tiên năm 1940.